# (20224) Johnrae
(20224) Johnrae est un astéroïde de la ceinture principale.

## Description
(20224) Johnrae est un astéroïde de la ceinture principale. Il fut découvert le 3 mai 1997 à La Silla par Eric Walter Elst. Il présente une orbite caractérisée par un demi-grand axe de 3,24 UA, une excentricité de 0,03 et une inclinaison de 9,0° par rapport à l'écliptique.

## Compléments